# Vandrutsjebane
En vandrutsjebane er en større sliske og rutsjebane til børn og voksne i badetøj, hvor der i rutsjebanen løber vand for at man glider hurtigere ned.